# 長崎誠三
長崎 誠三（ながさき せいぞう、1923年3月20日（大正12年3月20日） - 1999年（平成11年）12月9日）は、日本の物理学者、金属工学者（冶金学者）出版社社長。金属に関する冶金学・材料物性学の研究を進め、合金磁石であるマンガンアルミ磁石の発明者として知られる。

## 人物・業績
1944年9月東京帝国大学第二工学部冶金学科卒業後、東京大学、東京工業大学、東北大学金属材料研究所で比熱測定装置の開発、合金状態図の研究などに携わり、東北大学を退官してアグネ技術センターを設立後、X線分析などの測定技術を駆使して文化財の真贋鑑定、事件・事故品の解明、クロム汚染の調査をはじめ各地の公害調査にも取り組んだ。

## 著書
- 金属物理実験室 (1964)
- 金属データーブック (1974)
- 金属物性基礎講座第 1 巻, 金属物性入門 (1977)
- 戦災の跡をたずねて-東京を歩く (1998)
- 二元合金状態図集. (2001)